# Koji Morisaki
Koji Morisaki (født 9. maj 1981) er en japansk fodboldspiller. Han var en del af den japanske trup ved Sommer-OL 2004.